# Pio Vanzi
Pio Vanzi (Florencia, 9 de octubre de 1884 - Palermo, 18 de octubre de 1957) fue un director, guionista y periodista italiano.

## Biografía
Hijo del periodista Leonetto y de la conocida escritora y traductora Fanny Vanzi Mussini, empezó la carrera de periodista en el periódico romano La Tribuna, siendo luego gerente de varios periódicos como Il Pasquino, Il Travaso delle idee, Noi e il mondo y La Tribuna illustrata.
En 1913 debutó como guionista con Carambola, haciéndolo como director en 1919 con Le labbra e il cuore. De 1924 a 1925 dirigió Il Sereno junto a Giuseppe Baschieri-Salvadori, en el que colaboran firmas prestigiosas (como el poeta Moscardelli, Aquiles Campanario o Julius Evola) y el semanario satírico Serenissimo. Después de 1928 lo encontramos como colaborador de L'Italia, diario filo-fascista que se dirige a la comunidad italiana de San Francisco. De regreso a Italia, a partir del 1932, Vanzi firmará algunos guiones cinematográficos.

## Filmografía
- La signora Arlecchino, dirigida por Mario Caserini (1918), argumento y guion
- Duecento all'ora, dirigida por Gennaro Righelli (1918), argumento y guion
- Le labbra e il cuore (1919)
- La tartaruga del diavolo (1920)
- La pecorella (1920)
- Ursus (1922)
- L'anello di congiunzione (1922)
- Tocca prima a Teresa, dirigida por Toddi (1923), argumento
- Il presidente della Ba. Ce. Cre. Mi., dirigida por Gennaro Righelli (1933), argumento
- Gli ultimi della strada, dirigida por Domenico Paolella (1940), guion
- Confessione, dirigida por Flavio Calzavara (1941), argumento
- L'affare si complica, dirigida por Pier Luigi Faraldo (1942), guion